# Брежане
Брежане је насеље у Србији у општини Пожаревац у Браничевском округу. Према попису из 2022. било је 709 становника.
Црква у селу је освештана 24. новембра 1935, легат за њену градњу је завештао патријарх Димитрије, рођен у овом месту.

## Демографија
У насељу Брежане живи 839 пунолетних становника, а просечна старост становништва износи 43,9 година (42,0 код мушкараца и 45,6 код жена). У насељу има 284 домаћинства, а просечан број чланова по домаћинству је 3,58.
Ово насеље је великим делом насељено Србима (према попису из 2002. године), а у последња три пописа, примећен је пад у броју становника.

## Познати становници
- Патријарх српски Димитрије (1846—1930)
- Војислав Дулић (1900—1953), санитетски генерал-мајор ЈНА
- Мира Марковић (1942—2019)

|  |

| Демографија | Демографија | Демографија |
| Година      | Становника  | Становника  |
| ----------- | ----------- | ----------- |
| 1948.       | 1.649       |             |
| 1953.       | 1.704       |             |
| 1961.       | 1.643       |             |
| 1971.       | 1.470       |             |
| 1981.       | 1.362       |             |
| 1991.       | 1.216       | 1.129       |
| 2002.       | 1.017       | 1.151       |
| 2011.       | 873         |             |

| Етнички састав према попису из 2002.‍ | Етнички састав према попису из 2002.‍ | Етнички састав према попису из 2002.‍ | Етнички састав према попису из 2002.‍ | Етнички састав према попису из 2002.‍ |
| ------------------------------------ | ------------------------------------ | ------------------------------------ | ------------------------------------ | ------------------------------------ |
|                                      |                                      |                                      |                                      |                                      |
| Срби                                 | Срби                                 |                                      | 993                                  | 97,64%                               |
| Роми                                 | Роми                                 |                                      | 16                                   | 1,57%                                |
| Хрвати                               | Хрвати                               |                                      | 1                                    | 0,09%                                |
| Мађари                               | Мађари                               |                                      | 1                                    | 0,09%                                |
| непознато                            | непознато                            |                                      | 6                                    | 0,58%                                |

| Година пописа     | 1948. | 1953. | 1961. | 1971. | 1981. | 1991. | 2002. |
| ----------------- | ----- | ----- | ----- | ----- | ----- | ----- | ----- |
| Број домаћинстава | 357   | 360   | 388   | 351   | 320   | 311   | 284   |

| Број чланова      | 1  | 2  | 3  | 4  | 5  | 6  | 7  | 8 | 9 | 10 и више | Просек |
| ----------------- | -- | -- | -- | -- | -- | -- | -- | - | - | --------- | ------ |
| Број домаћинстава | 47 | 61 | 46 | 40 | 35 | 28 | 19 | 5 | 2 | 1         | 3,58   |

| Пол    | Укупно | Неожењен/Неудата | Ожењен/Удата | Удовац/Удовица | Разведен/Разведена | Непознато |
| ------ | ------ | ---------------- | ------------ | -------------- | ------------------ | --------- |
| Мушки  | 398    | 88               | 277          | 21             | 12                 | 0         |
| Женски | 463    | 50               | 289          | 102            | 22                 | 0         |
| УКУПНО | 861    | 138              | 566          | 123            | 34                 | 0         |

| Пол    | Укупно                    | Пољопривреда, лов и шумарство | Рибарство                            | Вађење руде и камена | Прерађивачка индустрија       |
| ------ | ------------------------- | ----------------------------- | ------------------------------------ | -------------------- | ----------------------------- |
| Мушки  | 245                       | 104                           | 0                                    | 20                   | 18                            |
| Женски | 142                       | 96                            | 0                                    | 1                    | 14                            |
| УКУПНО | 387                       | 200                           | 0                                    | 21                   | 32                            |
| Пол    | Производња и снабдевање   | Грађевинарство                | Трговина                             | Хотели и ресторани   | Саобраћај, складиштење и везе |
| Мушки  | 15                        | 16                            | 25                                   | 1                    | 12                            |
| Женски | 0                         | 0                             | 8                                    | 2                    | 2                             |
| УКУПНО | 15                        | 16                            | 33                                   | 3                    | 14                            |
| Пол    | Финансијско посредовање   | Некретнине                    | Државна управа и одбрана             | Образовање           | Здравствени и социјални рад   |
| Мушки  | 0                         | 1                             | 13                                   | 1                    | 5                             |
| Женски | 0                         | 1                             | 2                                    | 3                    | 8                             |
| УКУПНО | 0                         | 2                             | 15                                   | 4                    | 13                            |
| Пол    | Остале услужне активности | Приватна домаћинства          | Екстериторијалне организације и тела | Непознато            | Непознато                     |
| Мушки  | 10                        | 0                             | 0                                    | 4                    | 4                             |
| Женски | 1                         | 0                             | 0                                    | 4                    | 4                             |
| УКУПНО | 11                        | 0                             | 0                                    | 8                    | 8                             |